# Liga dos Campeões da CONCACAF de 2018
A Liga dos Campeões da CONCACAF de 2018 foi a 10ª edição da Liga dos Campeões da CONCACAF em seu formato atual e a 53ª edição incluindo os torneios anteriores. O campeão representou a CONCACAF na Copa do Mundo de Clubes da FIFA de 2018.
Esta edição foi disputada utilizando um novo formato que inclui a remoção da fase de grupos, uma redução no número de equipes participantes de 24 para 16 e uma redução no total de partidas de 62 para 30.

## Equipes classificadas
| México 4 vagas              | Tigres UANL         | Campeão – Torneio Apertura de 2016 Vice-campeão – Torneio Clausura de 2017                     | 4ª  | 2016–17 |
| México 4 vagas              | América             | Vice-campeão – Torneio Apertura de 2016                                                        | 4ª  | 2015–16 |
| México 4 vagas              | Chivas Guadalajara  | Campeão – Torneio Clausura de 2017                                                             | 2ª  | 2012–13 |
| México 4 vagas              | Tijuana             | Não finalista com melhor campanha na temporada regular no Torneio Clausura de 2017[A]          | 4ª  | 2012–13 |
| Estados Unidos 4 vagas      | Seattle Sounders FC | Campeão – MLS Cup de 2016                                                                      | 5ª  | 2015–16 |
| Estados Unidos 4 vagas      | FC Dallas           | Campeão – MLS Supporters' Shield de 2016 Campeão – Lamar Hunt U.S. Open Cup de 2016            | 3ª  | 2016–17 |
| Estados Unidos 4 vagas      | New York Red Bulls  | Campeão – Conferência Leste da MLS de 2016                                                     | 4ª  | 2016–17 |
| Estados Unidos 4 vagas      | Colorado Rapids     | Vice-campeão – MLS Supporters' Shield de 2016[B]                                               | 2ª  | 2011–12 |
| Canadá 1 vaga               | Toronto FC          | Campeão – Campeonato Canadense de Futebol de 2016 e 2017[C]                                    | 5ª  | 2012–13 |
| América Central (6 times)   |                     |                                                                                                |     |         |
| Costa Rica 2 vagas[D]       | Saprissa            | Campeão – Torneio Invierno de 2016                                                             | 7ª  | 2016–17 |
| Costa Rica 2 vagas[D]       | Herediano           | Campeão – Torneio Verano de 2017                                                               | 8ª  | 2016–17 |
| Honduras 1+1 vaga           | Motagua             | Campeão – Torneio Apertura de 2016 Campeão – Torneio Clausura de 2017                          | 4ª  | 2015–16 |
| Honduras 1+1 vaga           | Olimpia             | Campeão – Liga da CONCACAF de 2017                                                             | 10ª | 2016–17 |
| Panamá 1 vaga               | Tauro               | Campeão – Torneio Clausura de 2017 (Campeão com melhor campanha agregada na temporada 2016–17) | 5ª  | 2015–16 |
| El Salvador 1 vaga          | Santa Tecla         | Campeão – Torneio Apertura de 2016 Campeão – Torneio Clausura de 2017                          | 2ª  | 2015–16 |
| Caribe (1 time)             |                     |                                                                                                |     |         |
| República Dominicana 1 time | Cibao               | Campeão – Campeonato de Clubes da CFU de 2017                                                  | 1ª  | –       |

Notas
- A. ^  Como o Tigres UANL se classificou por ambas as finais do Apertura de 2016 e o Clausura de 2017, a vaga foi repassada para a equipe não-finalista com a melhor campanha na temporada regular.[2]

- B. ^  Vaga repassada após o FC Dallas vencer a MLS Supporters' Shield e a Lamar Hunt U.S. Open Cup.[3]

- C. ^  Devido a reestruturação da Liga dos Campeões, o representante do Canadá seria conhecido em uma disputa entre o campeão do Campeonato Canadense de Futebol de 2016 e Campeonato Canadense de Futebol de 2017. Contudo, como o Toronto FC venceu as duas edições, a vaga foi concedida automaticamente. Este ajuste será usado apenas nesta temporada.[4]

- D. ^  Em 28 de outubro de 2016 a FIFA suspendeu a Federación Nacional de Fútbol de Guatemala por interferência política pelo Governo da Guatemala. Até a suspensão ser revogada, equipes da Guatemala não são permitidas em participar de torneios internacionais.[5] A CONCACAF definiu uma data limite até o dia 1 de maio de 2017 para que a suspensão fosse revogada para que as equipes da Guatemala pudessem participar da competição,[6] o que não ocorreu. Em 5 de maio de 2017 todas as equipes da Guatemala foram expulsas da competição após a FIFA não revogar a suspensão. O Municipal seria o classificado. A equipe foi substituida pelo Herediano que foi movido da Liga da CONCACAF de 2017.

## Sorteio
O sorteio foi realizado em 18 de dezembro de 2017 em Miami, Estados Unidos.

### Chaveamento
As equipes se classificam para a Liga das Campeões baseado no critério definido pela respectiva associação (campeão da liga nacional, campeão da copa, etc). O método específico de qualificação para cada clube resulta em uma vaga atribuída a cada clube qualificado, a qual é usada como base para o sorteio.
Este sistema não classifica equipes individuais, mas é baseado na performance em campo dos vários clubes da mesma associação que ocuparam as vagas nas cinco edições passadas da competição.
Para determinar o total de pontos concedido a uma associação em uma única edição do torneio, a CONCACAF usa a seguinte fórmula:
| Pontos por | Vitória | Empate | Fase avançada | Participação | Campeão |
| ---------- | ------- | ------ | ------------- | ------------ | ------- |
| Pontos por | 3       | 1      | 1             | 4            | 2       |

| Pote   | Ranking | Equipe              | 2012–13 | 2013–14 | 2014–15 | 2015–16 | 2016–17 | Total |
| ------ | ------- | ------------------- | ------- | ------- | ------- | ------- | ------- | ----- |
| Pote 1 | 1       | América             | 11      | 29      | 32      | 23      | 15      | 110   |
| Pote 1 | 2       | Tigres UANL         | 16      | 22      | 11      | 33      | 27      | 109   |
| Pote 1 | 3       | Chivas Guadalajara  | 27      | 10      | 16      | 20      | 30      | 103   |
| Pote 1 | 4       | Tijuana             | 35      | 29      | 9       | 18      | 10      | 101   |
| Pote 1 | 5       | New York Red Bulls  | 16      | 11      | 13      | 16      | 20      | 76    |
| Pote 1 | 6       | Toronto FC          | 10      | 10      | 23      | 8       | 22      | 73    |
| Pote 1 | 7       | Seattle Sounders FC | 20      | 17      | 11      | 14      | 11      | 73    |
| Pote 1 | 8       | FC Dallas           | 22      | 13      | 9       | 13      | 14      | 71    |
| Pote 2 | 9       | Colorado Rapids     | 11      | 16      | 20      | 16      | 8       | 71    |
| Pote 2 | 10      | Saprissa            | 16      | 19      | 12      | 10      | 8       | 65    |
| Pote 2 | 11      | Herediano           | 11      | 10      | 18      | 9       | 14      | 62    |
| Pote 2 | 12      | Motagua             | 9       | 11      | 15      | 10      | 11      | 56    |
| Pote 2 | 13      | Tauro               | 4       | 15      | 4       | 10      | 20      | 53    |
| Pote 2 | 14      | Santa Tecla         | 4       | 8       | 4       | 7       | 9       | 32    |
| Pote 2 | 15      | Cibao               | 5       | 5       | 4       | 8       | 5       | 27    |
| Pote 2 | 16      | Olimpia             | 0       | 0       | 0       | 0       | 0       | 0     |

## Calendário
|                  | Partida de ida     | Partida de volta             |
| ---------------- | ------------------ | ---------------------------- |
| Oitavas de final | 20–22 de fevereiro | 27 de fevereiro – 1 de março |
| Quartas de final | 6–8 de março       | 13–15 de março               |
| Semifinais       | 3–5 de abril       | 10–12 de abril               |
| Final            | 17–19 de abril     | 24–26 de maio                |

## Chaveamento
|  | Oitavas de final    | Oitavas de final         | Oitavas de final | Oitavas de final |       |                     | Quartas de final | Quartas de final | Quartas de final | Quartas de final |  |                    | Semifinais | Semifinais | Semifinais | Semifinais |            |   | Final | Final | Final | Final |
|  |                     |                          |                  |                  |       |                     |                  |                  |                  |                  |  |                    |            |            |            |            |            |   |       |       |       |       |
|  | Saprissa            | 1                        | 1                | 2                |       |                     |                  |                  |                  |                  |  |                    |            |            |            |            |            |   |       |       |       |       |
|  | América             | 5                        | 1                | 6                |       |                     |                  |                  |                  |                  |  |                    |            |            |            |            |            |   |       |       |       |       |
|  | América             | 5                        | 1                | 6                |       | América             | 4                | 3                | 7                |                  |  |                    |            |            |            |            |            |   |       |       |       |       |
|  |                     |                          |                  |                  |       | América             | 4                | 3                | 7                |                  |  |                    |            |            |            |            |            |   |       |       |       |       |
|  |                     | Tauro                    | 0                | 1                | 1     |                     |                  |                  |                  |                  |  |                    |            |            |            |            |            |   |       |       |       |       |
|  | Tauro (gf)          | Tauro                    | 0                | 1                | 1     | 1                   | 2                | 3                |                  |                  |  |                    |            |            |            |            |            |   |       |       |       |       |
|  | Tauro (gf)          |                          |                  |                  |       | 1                   | 2                | 3                |                  |                  |  |                    |            |            |            |            |            |   |       |       |       |       |
|  | FC Dallas           | 0                        | 3                | 3                |       |                     |                  |                  |                  |                  |  |                    |            |            |            |            |            |   |       |       |       |       |
|  | FC Dallas           | 0                        | 3                | 3                |       |                     |                  |                  |                  |                  |  | América            | 1          | 1          | 2          |            |            |   |       |       |       |       |
|  |                     |                          |                  |                  |       |                     |                  |                  |                  |                  |  | América            | 1          | 1          | 2          |            |            |   |       |       |       |       |
|  |                     | Toronto FC               | 3                | 1                | 4     |                     |                  |                  |                  |                  |  |                    |            |            |            |            |            |   |       |       |       |       |
|  | Colorado Rapids     | Toronto FC               | 3                | 1                | 4     | 0                   | 0                | 0                |                  |                  |  |                    |            |            |            |            |            |   |       |       |       |       |
|  | Colorado Rapids     |                          |                  |                  |       | 0                   | 0                | 0                |                  |                  |  |                    |            |            |            |            |            |   |       |       |       |       |
|  | Toronto FC          | 2                        | 0                | 2                |       |                     |                  |                  |                  |                  |  |                    |            |            |            |            |            |   |       |       |       |       |
|  | Toronto FC          | 2                        | 0                | 2                |       | Toronto FC (gf)     | 2                | 2                | 4                |                  |  |                    |            |            |            |            |            |   |       |       |       |       |
|  |                     |                          |                  |                  |       | Toronto FC (gf)     | 2                | 2                | 4                |                  |  |                    |            |            |            |            |            |   |       |       |       |       |
|  |                     | Tigres UANL              | 1                | 3                | 4     |                     |                  |                  |                  |                  |  |                    |            |            |            |            |            |   |       |       |       |       |
|  | Herediano           | Tigres UANL              | 1                | 3                | 4     | 2                   | 1                | 3                |                  |                  |  |                    |            |            |            |            |            |   |       |       |       |       |
|  | Herediano           |                          |                  |                  |       | 2                   | 1                | 3                |                  |                  |  |                    |            |            |            |            |            |   |       |       |       |       |
|  | Tigres UANL         | 2                        | 3                | 5                |       |                     |                  |                  |                  |                  |  |                    |            |            |            |            |            |   |       |       |       |       |
|  | Tigres UANL         | 2                        | 3                | 5                |       |                     |                  |                  |                  |                  |  |                    |            |            |            |            | Toronto FC | 1 | 2     | 3 (2) |       |       |
|  |                     |                          |                  |                  |       |                     |                  |                  |                  |                  |  |                    |            |            |            |            |            | 1 | 2     | 3 (2) |       |       |
|  |                     | Chivas Guadalajara (pen) | 2                | 1                | 3 (4) |                     |                  |                  |                  |                  |  |                    |            |            |            |            |            |   |       |       |       |       |
|  | Motagua             | Chivas Guadalajara (pen) | 2                | 1                | 3 (4) | 0                   | 1                | 1                |                  |                  |  |                    |            |            |            |            |            |   |       |       |       |       |
|  | Motagua             |                          |                  |                  |       | 0                   | 1                | 1                |                  |                  |  |                    |            |            |            |            |            |   |       |       |       |       |
|  | Tijuana             | 1                        | 1                | 2                |       |                     |                  |                  |                  |                  |  |                    |            |            |            |            |            |   |       |       |       |       |
|  | Tijuana             | 1                        | 1                | 2                |       | Tijuana             | 0                | 1                | 1                |                  |  |                    |            |            |            |            |            |   |       |       |       |       |
|  |                     |                          |                  |                  |       | Tijuana             | 0                | 1                | 1                |                  |  |                    |            |            |            |            |            |   |       |       |       |       |
|  |                     | New York Red Bulls       | 2                | 3                | 5     |                     |                  |                  |                  |                  |  |                    |            |            |            |            |            |   |       |       |       |       |
|  | Olimpia             | New York Red Bulls       | 2                | 3                | 5     | 1                   | 0                | 1                |                  |                  |  |                    |            |            |            |            |            |   |       |       |       |       |
|  | Olimpia             |                          |                  |                  |       | 1                   | 0                | 1                |                  |                  |  |                    |            |            |            |            |            |   |       |       |       |       |
|  | New York Red Bulls  | 1                        | 2                | 3                |       |                     |                  |                  |                  |                  |  |                    |            |            |            |            |            |   |       |       |       |       |
|  | New York Red Bulls  | 1                        | 2                | 3                |       |                     |                  |                  |                  |                  |  | New York Red Bulls | 0          | 0          | 0          |            |            |   |       |       |       |       |
|  |                     |                          |                  |                  |       |                     |                  |                  |                  |                  |  | New York Red Bulls | 0          | 0          | 0          |            |            |   |       |       |       |       |
|  |                     | Chivas Guadalajara       | 1                | 0                | 1     |                     |                  |                  |                  |                  |  |                    |            |            |            |            |            |   |       |       |       |       |
|  | Santa Tecla         | Chivas Guadalajara       | 1                | 0                | 1     | 2                   | 0                | 2                |                  |                  |  |                    |            |            |            |            |            |   |       |       |       |       |
|  | Santa Tecla         |                          |                  |                  |       | 2                   | 0                | 2                |                  |                  |  |                    |            |            |            |            |            |   |       |       |       |       |
|  | Seattle Sounders FC | 1                        | 4                | 5                |       |                     |                  |                  |                  |                  |  |                    |            |            |            |            |            |   |       |       |       |       |
|  | Seattle Sounders FC | 1                        | 4                | 5                |       | Seattle Sounders FC | 1                | 0                | 1                |                  |  |                    |            |            |            |            |            |   |       |       |       |       |
|  |                     |                          |                  |                  |       | Seattle Sounders FC | 1                | 0                | 1                |                  |  |                    |            |            |            |            |            |   |       |       |       |       |
|  |                     | Chivas Guadalajara       | 0                | 3                | 3     |                     |                  |                  |                  |                  |  |                    |            |            |            |            |            |   |       |       |       |       |
|  | Cibao               | Chivas Guadalajara       | 0                | 3                | 3     | 0                   | 0                | 0                |                  |                  |  |                    |            |            |            |            |            |   |       |       |       |       |
|  | Cibao               |                          |                  |                  |       | 0                   | 0                | 0                |                  |                  |  |                    |            |            |            |            |            |   |       |       |       |       |
|  | Chivas Guadalajara  | 2                        | 5                | 7                |       |                     |                  |                  |                  |                  |  |                    |            |            |            |            |            |   |       |       |       |       |

## Oitavas de final
As partidas de ida foram disputadas entre os dias 22 e 24 de fevereiro e as partidas de volta entre 27 de fevereiro e 1 de março.
Todas as partidas seguem o fuso horário UTC−5.
| Equipe 1        | Total    | Equipe 2            | 1.º jogo | 2.º jogo |
| --------------- | -------- | ------------------- | -------- | -------- |
| Cibao           | 0–7      | Chivas Guadalajara  | 0–2      | 0–5      |
| Santa Tecla     | 2–5      | Seattle Sounders FC | 2–1      | 0–4      |
| Olimpia         | 1–3      | New York Red Bulls  | 1–1      | 0–2      |
| Motagua         | 1–2      | Tijuana             | 0–1      | 1–1      |
| Herediano       | 3–5      | Tigres UANL         | 2–2      | 1–3      |
| Colorado Rapids | 0–2      | Toronto FC          | 0–2      | 0–0      |
| Tauro           | 3–3 (gf) | FC Dallas           | 1–0      | 2–3      |
| Saprissa        | 2–6      | América             | 1–5      | 1–1      |

### Partidas de ida
| 20 de fevereiro | Herediano                      | 2 – 2     | Tigres UANL              | Estádio Eladio Rosabal Cordero, Heredia |
| 20:00           | Ruiz 90' (pen) · Arrieta 90+3' | Relatório | Meza 15' · Zelarayán 59' | Árbitro: USA Ismail Elfath              |

| 20 de fevereiro | Colorado Rapids | 0 – 2     | Toronto FC                | Dick's Sporting Goods Park, Commerce City |
| 22:00           |                 | Relatório | Osorio 55' · Giovinco 73' | Público: 2 673 Árbitro: SKN Kimbell Ward  |

| 21 de fevereiro | Tauro       | 1 – 0     | FC Dallas | Estádio Rommel Fernández, Cidade do Panamá |
| 20:00           | Aguilar 59' | Relatório |           | Público: 4 047 Árbitro: MEX César Ramos    |

| 21 de fevereiro | Saprissa      | 1 – 5     | América                                         | Estádio Ricardo Saprissa Aymá, San José |
| 20:00           | Rodríguez 74' | Relatório | Domínguez 2', 45' · Uribe 35', 80' · Ibarra 59' | Árbitro: USA Mark Geiger                |

| 21 de fevereiro | Motagua | 0 – 1     | Tijuana    | H-E-B Park, Edinburg (Estados Unidos)[E] |
| 22:00           |         | Relatório | Rivero 71' | Árbitro: CRC Henry Bejarano              |

| 22 de fevereiro | Cibao | 0 – 2     | Chivas Guadalajara         | Estádio Cibao FC, Santiago de los Caballeros |
| 20:00           |       | Relatório | Sánchez 40' · Macías 90+2' | Árbitro: CUB Yadel Martínez                  |

| 22 de fevereiro | Santa Tecla          | 2 – 1     | Seattle Sounders FC | Estádio Las Delicias, Santa Tecla |
| 22:00           | Mayen 67', 76' (pen) | Relatório | Lodeiro 15'         | Árbitro: HON Melvin Matomoros     |

| 22 de fevereiro | Olimpia        | 1 – 1     | New York Red Bulls | Estádio Nacional, San José (Costa Rica)[E]            |
| 22:00           | Moya 73' (pen) | Relatório | Royer 31'          | Público: portões fechados [E] Árbitro: PAN John Pitti |

### Partidas de volta
| 27 de fevereiro | Tigres UANL                    | 3 – 1     | Herediano   | Estádio Universitario, San Nicolás de los Garza |
| 20:00           | Valencia 49', 79' · Sosa 90+1' | Relatório | Arrieta 78' | Público: 37 214 Árbitro: SLV Joel Aguilar       |

Tigres UANL venceu por 5–3 no placar agregado.
| 27 de fevereiro | Toronto FC | 0 – 0     | Colorado Rapids | BMO Field, Toronto                          |
| 20:00           |            | Relatório |                 | Público: 23 383 Árbitro: MEX Luis Santander |

Toronto FC venceu por 2–0 no placar agregado.
| 27 de fevereiro | Tijuana   | 1 – 1     | Motagua      | Estádio Caliente, Tijuana                  |
| 22:00           | García 3' | Relatório | Martínez 88' | Público: 15 333 Árbitro: GUA Mario Escobar |

Tijuana venceu por 2–1 no placar agregado.
| 28 de fevereiro | Chivas Guadalajara                                                   | 5 – 0     | Cibao | Estadio Akron, Guadalajara                |
| 20:00           | Alanís 45' · C. Cisneros 53' · Macías 56' · Pulido 74' · Mayorga 78' | Relatório |       | Público: 14 840 Árbitro: CAN Drew Fischer |

Chivas Guadalajara venceu por 7–0 no placar agregado.
| 28 de fevereiro | FC Dallas                                  | 3 – 2     | Tauro                      | Toyota Stadium, Frisco        |
| 20:00           | Urruti 32' · Díaz 50' (pen) · Colmán 90+2' | Relatório | Aguilar 15' · Gonzalez 44' | Árbitro: HON Héctor Rodríguez |

3–3 no placar agregado. Tauro venceu pela regra do gol fora de casa.
| 28 de fevereiro | América     | 1 – 1     | Saprissa   | Estádio Azteca, Cidade do México           |
| 22:00           | Quintero 1' | Relatório | Torres 53' | Público: 17 789 Árbitro: HON Óscar Moncada |

América venceu por 6–2 no placar agregado.
| 1 de março | New York Red Bulls              | 2 – 0     | Olimpia | Red Bull Arena, Harrison                     |
| 20:00      | Wright-Phillips 54' · Davis 64' | Relatório |         | Público: 11 677 Árbitro: CRC Ricardo Montero |

New York Red Bulls venceu por 3–1 no placar agregado.
| 1 de março | Seattle Sounders FC                                 | 4 – 0     | Santa Tecla | CenturyLink Field, Seattle                |
| 22:00      | Bruin 48' · Lodeiro 69' · Marshall 81' · Eikrem 84' | Relatório |             | Público: 35 549 Árbitro: GUA Walter López |

Seattle Sounders FC venceu por 5–2 no placar agregado.

## Quartas de final
Nas quartas de final, os confrontos foram determinados da seguinte forma:
- QF1: Vencedor oitavas de final 1 x Vencedor oitavas de final 2
- QF2: Vencedor oitavas de final 3 x Vencedor oitavas de final 4
- QF3: Vencedor oitavas de final 5 x Vencedor oitavas de final 6
- QF4: Vencedor oitavas de final 7 x Vencedor oitavas de final 8

Os vencedores dos confrontos 1, 3, 5 e 7 das oitavas de final jogaram a partida de volta em casa.
As partidas de ida foram disputadas entre os dias 6 e 7 de março e as partidas de volta entre 13 e 14 de março.
Os horários das partidas de ida seguem o fuso horário UTC−5 e as partidas de volta UTC−4.
| Equipe 1            | Total    | Equipe 2           | 1.º jogo | 2.º jogo |
| ------------------- | -------- | ------------------ | -------- | -------- |
| Seattle Sounders FC | 1–3      | Chivas Guadalajara | 1–0      | 0–3      |
| Tijuana             | 1–5      | New York Red Bulls | 0–2      | 1–3      |
| Toronto FC          | 4–4 (gf) | Tigres UANL        | 2–1      | 2–3      |
| América             | 7–1      | Tauro              | 4–0      | 3–1      |

### Partidas de ida
| 6 de março | América                                                | 4 – 0     | Tauro | Estádio Azteca, Cidade do México |
| 20:00      | Corona 19' · Martín 71' · Domínguez 79' · Ibargüen 81' | Relatório |       | Árbitro: USA Armando Villarreal  |

| 6 de março | Tijuana | 0 – 2     | New York Red Bulls      | Estádio Caliente, Tijuana                 |
| 22:00      |         | Relatório | Wright-Phillips 9', 67' | Público: 22 000 Árbitro: SKN Kimbell Ward |

| 7 de março | Toronto FC                | 2 – 1     | Tigres UANL | BMO Field, Toronto                           |
| 20:00      | Altidore 60' · Osorio 89' | Relatório | Vargas 52'  | Público: 25 587 Árbitro: CRC Ricardo Montero |

| 7 de março | Seattle Sounders FC | 1 – 0     | Chivas Guadalajara | CenturyLink Field, Seattle                 |
| 22:00      | Dempsey 78'         | Relatório |                    | Público: 42 885 Árbitro: GUA Mario Escobar |

### Partidas de volta
| 13 de março | New York Red Bulls                    | 3 – 1     | Tijuana     | Red Bull Arena, Harrison                     |
| 20:00       | Adams 28' · Rzatkowski 70' · Kaku 76' | Relatório | Mendoza 10' | Público: 6 393 Árbitro: HON Melvin Matomoros |

New York Red Bulls venceu por 5–1 no placar agregado.
| 13 de março | Tigres UANL                          | 3 – 2     | Toronto FC                               | Estádio Universitario, San Nicolás de los Garza |
| 22:00       | Vargas 69' · Gignac 84', 90+3' (pen) | Relatório | Rafael Carioca 64' (g.c.) · Giovinco 73' | Público: 30 500 Árbitro: HON Héctor Rodríguez   |

4–4 no placar agregado. Toronto FC venceu pela regra do gol fora de casa.
| 14 de março | Tauro       | 1 – 3     | América                   | Estádio Rommel Fernández, Cidade do Panamá |
| 20:00       | Sánchez 70' | Relatório | Martín 6', 19' · Díaz 67' | Árbitro: GUA Walter López                  |

América venceu por 7–1 no placar agregado.
| 14 de março | Chivas Guadalajara                   | 3 – 0     | Seattle Sounders FC | Estadio Akron, Guadalajara |
| 22:00       | Alanís 50' · López 55' · Godínez 81' | Relatório |                     | Árbitro: HON Óscar Moncada |

Chivas Guadalajara venceu por 3–1 no placar agregado.

## Semifinais
Nas semifinais, os confrontos foram determinados da seguinte forma:
- SF1: Vencedor QF1 x Vencedor QF2
- SF2: Vencedor QF3 x Vencedor QF4

Os semifinalistas com melhor campanha nas fase anteriores (oitavas de final e quartas de final) jogaram a partida de volta em casa.
|  | Equipe que joga a partida de volta em casa |
|  | Equipe que joga a partida de ida em casa   |

| Pos. | Equipe             | Pts | J | V | E | D | GP | GC | SG |
| ---- | ------------------ | --- | - | - | - | - | -- | -- | -- |
| 1    | New York Red Bulls | 10  | 4 | 3 | 1 | 0 | 8  | 2  | +6 |
| 2    | Chivas Guadalajara | 9   | 4 | 3 | 0 | 1 | 10 | 1  | +9 |

| Pos. | Equipe     | Pts | J | V | E | D | GP | GC | SG  |
| ---- | ---------- | --- | - | - | - | - | -- | -- | --- |
| 1    | América    | 10  | 4 | 3 | 1 | 0 | 13 | 3  | +10 |
| 2    | Toronto FC | 7   | 4 | 2 | 1 | 1 | 6  | 4  | +2  |

As partidas de ida foram disputadas nos dias 3 e 4 abril e as partidas de volta em 10 de abril.
Todas as partidas seguem o fuso horário UTC−4.
| Equipe 1           | Total | Equipe 2           | 1.º jogo | 2.º jogo |
| ------------------ | ----- | ------------------ | -------- | -------- |
| Chivas Guadalajara | 1–0   | New York Red Bulls | 1–0      | 0–0      |
| Toronto FC         | 4–2   | América            | 3–1      | 1–1      |

### Partidas de ida
| 3 de abril | Toronto FC                                    | 3 – 1     | América      | BMO Field, Toronto                          |
| 20:00      | Giovinco 9' (pen) · Altidore 44' · Morgan 58' | Relatório | Ibargüen 21' | Público: 23 463 Árbitro: CRC Henry Bejarano |

| 4 de abril | Chivas Guadalajara | 1 – 0     | New York Red Bulls | Estadio Akron, Guadalajara |
| 22:00      | Brizuela 26'       | Relatório |                    | Árbitro: PAN John Pitti    |

### Partidas de volta
| 10 de abril | New York Red Bulls | 0 – 0     | Chivas Guadalajara | Red Bull Arena, Harrison                  |
| 20:00       |                    | Relatório |                    | Público: 23 623 Árbitro: GUA Walter López |

Chivas Guadalajara venceu por 1–0 no placar agregado.
| 10 de abril | América           | 1 – 1     | Toronto FC | Estádio Azteca, Cidade do México |
| 22:00       | Uribe 90+2' (pen) | Relatório | Osorio 12' | Árbitro: UZB Ravshan Irmatov     |

Toronto FC venceu por 4–2 no placar agregado.

## Final
Na final, a equipe com melhor campanha nas fases anteriores (oitavas de final, quartas de final e semifinal) jogou a partida de volta em casa. A partida de ida foi disputada em 17 de abril e a partida de volta em 25 de abril.
|  | Equipe que joga a partida de volta em casa |
|  | Equipe que joga a partida de ida em casa   |

| Pos. | Equipe             | Pts | J | V | E | D | GP | GC | SG  |
| ---- | ------------------ | --- | - | - | - | - | -- | -- | --- |
| 1    | Chivas Guadalajara | 13  | 6 | 4 | 1 | 1 | 11 | 1  | +10 |
| 2    | Toronto FC         | 11  | 6 | 3 | 2 | 1 | 10 | 6  | +4  |

Todas as partidas seguem o fuso horário UTC−4.
| Equipe 1   | Total       | Equipe 2           | 1.º jogo | 2.º jogo |
| ---------- | ----------- | ------------------ | -------- | -------- |
| Toronto FC | 3–3 (2–4 p) | Chivas Guadalajara | 1–2      | 2–1      |

### Partida de ida
| 17 de abril | Toronto FC | 1 – 2     | Chivas Guadalajara      | BMO Field, Toronto                           |
| 20:15       | Osorio 19' | Relatório | Pizarro 2' · Pulido 72' | Público: 29 925 Árbitro: CRC Ricardo Montero |

### Partida de volta
| 25 de abril | Chivas Guadalajara | 1 – 2     | Toronto FC                  | Estadio Akron, Guadalajara                 |
| 21:30       | Pineda 19'         | Relatório | Altidore 25' · Giovinco 44' | Público: 60 000 Árbitro: HON Óscar Moncada |

|                                |       | Penalidades                     |  |
| Alanís Godínez Pulido Zaldívar | 4 – 2 | Giovinco Osorio Delgado Bradley |  |

## Premiação
| Liga dos Campeões da CONCACAF de 2018  |
| México                                 |
| -------------------------------------- |
| Chivas Guadalajara Campeão (2º título) |